# Droga wojewódzka nr 520
Droga wojewódzka nr 520 (DW520) – droga wojewódzka w północnej Polsce w województwie pomorskim i warmińsko-mazurskim przebiegająca przez teren powiatów kwidzyńskiego i iławskiego, w gminach Prabuty i Susz. Droga ma długość 13 km. Łączy Prabuty z miejscowością Kamieniec.

## Przebieg drogi
Droga rozpoczyna się w Prabutach, gdzie odchodzi od drogi wojewódzkiej nr 522. Następnie kieruje się w stronę wschodnią i po 15 km dociera do miejscowości Kamieniec, gdzie dołącza się do drogi wojewódzkiej nr 515. 

## Miejscowości leżące przy trasie DW520
- Prabuty
- Wybudowanie
- Obrzynowo
- Lubnowy Wielkie
- Kamieniec